# 宇摩弥觉多杰
宇摩弥觉多杰（藏語：ཡུ་མོ་མི་བསྐྱོད་རྡོ་རྗེ་，威利转写：yu mo mi bskyod rdo rje），约12世纪人，藏传佛教觉囊派始祖。
宇摩弥觉多杰原为瑜珈行者，后出家为僧，改名达巴嘉波。他曾师从迦湿弥罗高僧喀且班钦·达哇贡布（月怙主）及其弟子召敦·南则，学得时轮本续诠疏口诀与集密明炬口诀。后又赴乌如以六支瑜伽为主修炼，并提出了“他空见”的学说，即觉囊派的核心教义。
他的五传弟子衮邦·图杰尊哲建立觉囊寺后，追认宇摩弥觉多杰为觉囊派的始祖。